# 1516
Évszázadok: 15. század – 16. század – 17. század
Évtizedek: 1460-as évek – 1470-es évek – 1480-as évek – 1490-es évek – 1500-as évek – 1510-es évek – 1520-as évek – 1530-as évek – 1540-es évek – 1550-es évek – 1560-as évek
Évek: 1511 – 1512 – 1513 – 1514 –  1515 – 1516 – 1517 – 1518 – 1519 – 1520 – 1521

## Események

### Határozott dátumú események
- január 25. – Őrült Johanna az apja, II. (Katolikus) Ferdinánd halálával az Aragón Korona országainak a királynője is lesz (1504-től Kasztília királynője), de mentális betegsége miatt a fiával, I. (Habsburg) Károllyal közösen uralkodik (később V. Károly néven német-római császár). (Johanna királynő 1555-ben meghal, Károly pedig 1556-ban lemond. Ettől az időponttól kerül véglegesen egy kézbe Hispania két nagy királysága, bár az egységes Spanyolország létrejötte még hosszú évszázadok folyamatainak a hozadéka, hiszen Kasztília és Aragónia a különállásuk formai megnyilvánulásait később is makacsul őrizték.)
- március 13. – Apja, II. Ulászló halálával a mindössze kilenc esztendős II. Lajos foglalja el a magyar trónt.[1] (Lajos 1526-ban elesik a mohácsi csatában.)
- március 17. – II. Lorenzo de’ Medici uralkodásának kezdete Firenzében. (A városállamot 1519-ig vezeti.)
- március 19. – Székesfehérvárott eltemetik II. Ulászló magyar királyt az 1506-ban elhunyt – és kihantolt – feleségével, Candale-i Annával együtt.[1]
- augusztus 13. – Békekötés Franciaország és Hispania királyságai, Kasztília és Aragónia között. (A franciák elismerik Károly jogát Nápolyra, a spanyolok cserébe elismerik a franciák uralmát Milánóban.)
- augusztus 24. – A rákosi országgyűlés Szapolyait választja kormányzóvá, erre az országgyűlést Budára rendelik át. A nemesség megostromolja a várat, Tomori Pál azonban szétkergeti az ostromlókat.
- október 28. – A Yaunis Khan-i csata. A Szinán pasa nagyvezír vezette török sereg Gáza mellett győzelmet arat a mamelukok felett.
- december 4. – A brüsszeli béke Franciaország és a Német-római Birodalom között.

### Határozatlan dátumú események
- április – A rákosi országgyűlés teljes jogú uralkodóvá nyilvánítja II. Ulászló fiát, II. Lajost.[2]
- július – I. Szelim török szultán hadat üzen a mamelukoknak és meghódítja Szíriát.
- az év folyamán – 
  - A Merdzs-Dabiki csata. A törökök legyőzik a mamelukokat, akik elhagyják Szíriát.
  - Juan Díaz de Solís felfedezi a La Plata folyót Dél-Amerikában.
  - Rotterdami Erasmus kiadja az Újszövetség eredeti görög szövegét.[3]
  - Az első gettó létrehozása Velencében.[4]

## Születések
- február 18. – I. Mária angol királynő († 1558)
- március 26. – Conrad Gessner svájci természettudós, zoológus, botanikus († 1565)

## Halálozások
- január 25. – II. Ferdinánd aragóniai király (* 1452)
- március 13. – II. Ulászló magyar király (* 1456)
- március 17. – Giuliano de’ Medici, Nemours hercege, Firenze ura (* 1479)
- május 17. – III. János navarrai király (* 1469 k.)
- augusztus 9. – Hieronymus Bosch németalföldi festő (* 1450 körül)

## Európai időjárás
Esős, hó és fagy nélküli tél Franciaországban.
Meleg és száraz időjárás áprilistól novemberig, korai, bőséges és édes bort adó szüret.